# Kutrub
Kutrub, qutrub – w folklorze arabskim ghul płci męskiej. Słowo to może jednak oznaczać także szaleńca lub narkotyki.